# MusicBrainz
MusicBrainz是一个旨在创造開放資料音乐資料庫的项目（类似Freedb），它原初的目的是針對光碟資料庫（CDDB）中的限制，但如今已不再將目標局限於CD後設資料儲存庫，而擴大為一種結構化的「音樂維基百科」。

## 拓展阅读
- Making Metadata: The Case of MusicBrainz（页面存档备份，存于）. Jess Hemerly. Master's project at UC Berkeley. 2011.